# Quintela de Lampaças
Quintela de Lampaças ist eine Gemeinde (Freguesia) im portugiesischen Kreis Bragança. In ihr leben 184 Einwohner (Stand 19. April 2021).